# 주워싱턴 퀘벡 정부 대표부
주워싱턴 퀘벡 정부 대표부(프랑스어: Délégation générale du Québec à Washington, 영어: Quebec Government Office in Washington)는 미국 워싱턴 D.C. 노스웨스트구 15번가 805번지에 위치한 퀘벡 정부 대표부이다. 1978년에 정식 개관했으며 사무국 지위를 갖고 있다. 이 공관은 미국 워싱턴 D.C.를 관할한다.
주워싱턴 퀘벡 정부 대표부는 캐나다 퀘벡주와 미국 연방 정부·의회 간의 관계를 담당하며 퀘벡주와 미국이 서로의 이익을 공유할 수 있도록 미국 연방 정부의 활동을 모니터링하는 역할을 수행한다. 또한 미국에서 사업을 원하는 퀘벡주의 기업들과의 연락을 제공하고 미국의 경제 환경과 최신 동향을 전달하는 역할을 수행한다.

## 같이 보기
- 퀘벡 정부 대표부